# Takamacu
Takamacu (高松市; Hepburn: Takamatsu-shi) Kagava prefektúra középső részén, Sikoku szigetén elhelyezkedő város, a prefektúrális önkormányzat székhelye. 2023. óta az Oszaka-Takamacui főegyházmegye érseki társszékvárosa, előtte a Takamacui egyházmegye székvárosa volt. Takamacu kikötőváros a Szeto-beltengeren, a legközelebbi kikötő a Sikoku szigetéről Honsúba, ezért az Edo-korban a város a Takamacu-hűbérbirtok várvárosaként virágzott a daimjók irányítása alatt. Takamacuban számos országszerte érdekelt cégnek van helyi irodája, ami nagy szerepet játszik a város gazdaságában, Sikoku legtöbb kormányhivatala is itt található. Az egykoron a várost jelképező kastélyt a Meidzsi-korban elpusztították. 2004-ben befejeződött a Symbol Tower, Takamacu új szimbólumának építése. A Symbol Tower a város Sunport kerületében van. A Symbol Tower Takamacu legnagyobb épülete, és közvetlenül egy másik magas épület, a JR Clement Hotel (korábban ANA Clement Hotel) mellett van, ami szintén a Sunport komplexum részét képezi.
A Sunport Takamatsu a Symbol Tower, a JR Clement Hotel és Maritime Plaza nevű kisebb bevásárlóközpont területét fedi le. A Takamacu buszpályaudvar is közvetlenül a Maritime Plaza mellett van. Számos busztársaság, így a Kotoden Bus is működtet buszokat a városban, illetve onnan a Ricurin parkba és a repülőtérre. A Sunport Takamatsu a város kikötőivel is össze van kötve.

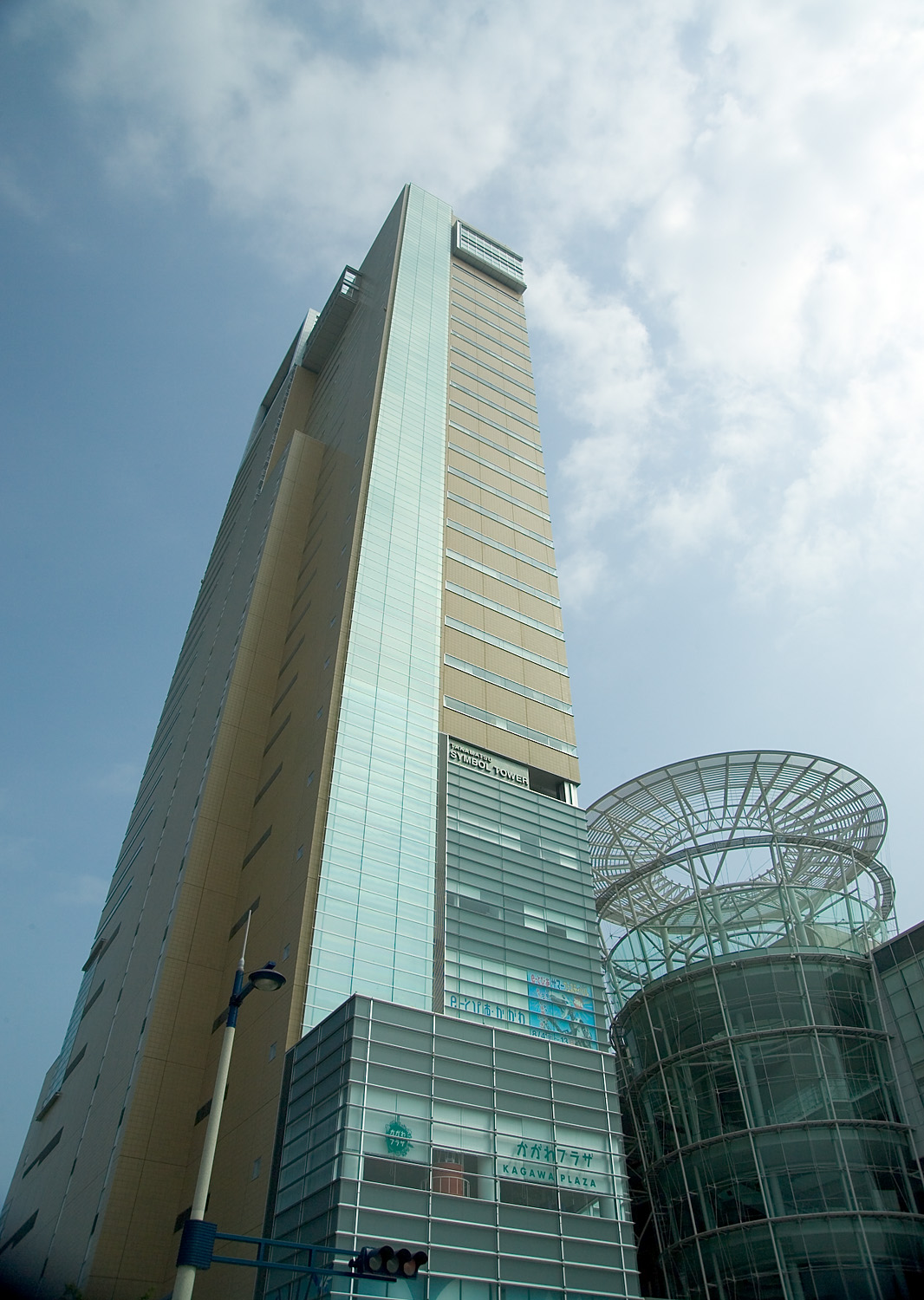
A Symbol Tower

Takamacu nagyvárosi területének népessége 898 788 fő (2005. október 1-i adat szerint), amivel Sikoku legnépesebb városa. A Takamacui repülőtér is Takamacuban van.
2005. szeptember 26-án Sionoe városa (a Kagava körzetből) beolvadt Takamacuba.
2006. január 10-én Takamacu bekebelezte Adzsi és Mure (mindkettő a Kita körzetből), Kagava és Kónan (mindkettő a Kagava körzetből), illetve Kokubundzsi városát (az Ajauta körzetből), így létrehozva az új és kibővített Takamacu városát.

## Földrajz és demográfia
2010. október 1-i becslések alapján a város népessége 419 429 fő, népsűrűsége 1 118 fő/km². A 2005. szeptember 26-i és a 2006. január 10-i kibővítések óta a város teljes területe 375,11 km² (144,83 mi²).
| Lakosok száma | 281 300 | 327 000 | 400 000 | 419 429 | 420 748 | 417 814 |
|               | 1973    | 1985    | 2001    | 2010    | 2015    | 2020    |

## Történelme
A várost hivatalosan 1890. február 15-én alapították. Miután az Edo-korban a Macudaira család Takamacut tette ki hanuk székhelyének, azóta az politikai és gazdasági központ.
Takamacu a második világháborúban az amerikai bombázók célpontja volt, mivel a várost Sikoku vasúti és közúti tranzitútvonalainak fontos csomópontjának gondolták, melyben néhány a háborús erőfeszítéseket támogató létfontosságú gyár is volt. 1945. július 3-án, a második világháború vége felé 128 B–29 Superfortress repülőgéppel bombázták Takamacut. A városra több, mint 800 tonna gyújtóbombát dobtak, amivel a város beépített területének 78%-át elpusztították.

## Főbb látványosságok
A város egyik fő turisztikai vonzereje a Ricurin park, egy az Edo-korban épített kert. Az utazók a város kikötőiből a környező szigetekre is ellátogathatnak.
Takamacu kastélyának tensuját (tornya) felújították. A további látnivalók közé tartozik a Jasima-dzsi és a Sikoku mura.
A Nagy Szetó-híd megnyitása óta vasúti szolgáltatás szállítja az utasokat Takamacu és Okajama között.

## Gazdaság
A következő vállalatoknak a városban található a székhelye:
- Shikoku Railway Company[6]
- Tadano Limited[7]

Az Asiana Airlines is működtet egy értékesítési irodát a Nihon Szeimei Ekimae Building tizenkettedik emeletén.

## Közlekedés
JR Shikoku Takamacu állomásáról a Nagy Szetó-hídon keresztül az Okajama állomásra, illetve Sikoku számos más területére indulnak vonatok. A Kotoden által üzemeltetett helyi villamoshálózat Takamacu nagy részét összeköti. A Kotoden járművei a Takamacu Csikko állomásról, a Takamacu állomásnál jóval kisebb állomásról, illetve a Tenmaya áruház alatti Kavaramacsi Tenmaya állomásról indulnak. A villamos-, illetve a Kotoden által üzemeltetett helyi buszjáratok elfogadják az IruCa érintésmentes fizetési kártyát.
Távolsági buszjáratok is indulnak olyan nagyvárosokba, mint Oszaka, Kiotó, Tokió vagy Hirosima.

## Bűnözés és a biztonság
A Sinva-kai jakuzaszindikátus székhelye Takamcuban van. A Sinva-kai az egyetlen sikokui székhelyű megjelölt jakuzacsoport.

## Sportcsapatok
- Takamacu Five Arrows (kosárlabda, bj league)
- Kagava Olive Guyners (baseball)
- Kamatamare Szanuki (labdarúgás)

## Nemzetközi kapcsolatok

### Testvérvárosok
- St. Petersburg[11]
- Tours[12]

### Barátvárosok
- Nancsang (1990 óta)[13][14]

## Éghajlat
Takamacunak párás szubtrópusi éghajlata (Köppen éghajlati besorolás Cfa) van, meleg nyarakkal és hideg telekkel. Egész évben van csapadék, a májustól szeptemberig tartó időszakra jellemző a legnagyobb esőzés.
| Hónap                         | Jan. | Feb. | Már. | Ápr. | Máj. | Jún. | Júl. | Aug. | Szep. | Okt. | Nov. | Dec. | Év   |
| ----------------------------- | ---- | ---- | ---- | ---- | ---- | ---- | ---- | ---- | ----- | ---- | ---- | ---- | ---- |
| Rekord max. hőmérséklet (°C)  | 18,9 | 24,0 | 25,5 | 30,9 | 32,3 | 36,5 | 38,2 | 37,8 | 37,0  | 33,5 | 26,6 | 21,2 | 38,2 |
| Átlagos max. hőmérséklet (°C) | 9,3  | 9,6  | 12,9 | 19,0 | 23,6 | 26,7 | 30,7 | 31,7 | 27,6  | 22,2 | 16,8 | 11,9 | 20,2 |
| Átlaghőmérséklet (°C)         | 5,3  | 5,4  | 8,4  | 13,9 | 18,6 | 22,5 | 26,6 | 27,4 | 23,5  | 17,7 | 12,4 | 7,5  | 15,8 |
| Átlagos min. hőmérséklet (°C) | 1,2  | 1,2  | 3,7  | 8,9  | 13,7 | 18,8 | 23,1 | 23,6 | 19,8  | 13,2 | 7,8  | 3,0  | 11,6 |
| Rekord min. hőmérséklet (°C)  | −7,7 | −6,0 | −4,4 | −2,4 | 2,8  | 7,5  | 15,3 | 15,8 | 9,4   | 2,0  | −1,8 | −5,6 | −7,7 |
| Átl. csapadékmennyiség (mm)   | 39   | 48   | 73   | 86   | 100  | 159  | 135  | 92   | 187   | 108  | 62   | 34   | 1124 |
| Havi napsütéses órák száma    | 144  | 142  | 171  | 192  | 210  | 165  | 206  | 226  | 156   | 170  | 146  | 151  | 2077 |
| Forrás:                       |      |      |      |      |      |      |      |      |       |      |      |      |      |